# Live in Texas
Live in Texas és el primer àlbum en directe de Linkin Park i el tercer DVD, llançat el 18 de novembre del 2003. El DVD inclou un CD extra amb dotze de les cançons del DVD.

## Llista de cançons

### CD
Totes les cançons estan escrites per Linkin Park, excepte "Runaway", escrita per Linkin Park i Mark Wakefield.
1. "Somewhere I Belong" – 3:37
2. "Lying from You" – 3:07
3. "Papercut" – 3:06
4. "Points of Authority" – 3:25
5. "Runaway" – 3:09
6. "Faint" – 2:49
7. "From The Inside" – 3:00
8. "Pushing Me Away" – 5:05
9. "Numb" – 3:05
10. "Crawling" – 3:29
11. "In the End" – 3:29
12. "One Step Closer" – 4:15

### DVD
1. "Don't Stay"
2. "Somewhere I Belong"
3. "Lying from You"
4. "Papercut"
5. "Points of Authority"
6. "Runaway"
7. "Faint"
8. "From the Inside"
9. "Figure.09"
10. "With You"
11. "By Myself"
12. "P5HNG ME A*WY"
13. "Numb"
14. "Crawling"
15. "In the End"
16. "A Place for My Head"
17. "One Step Closer"